# Hassan Mostofi

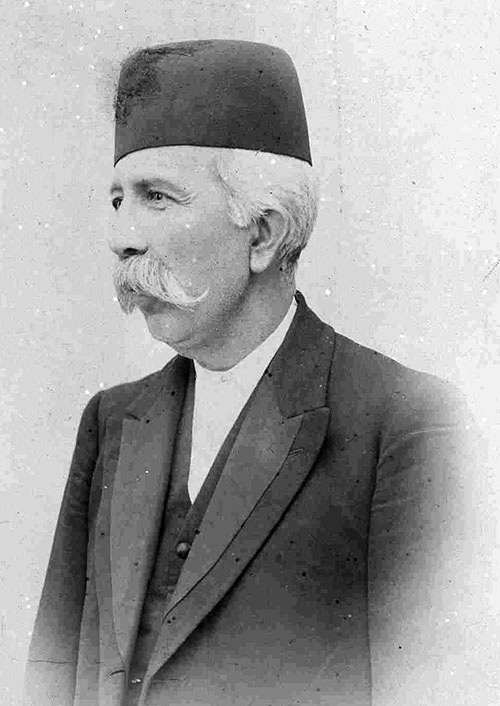
Hassan Mostofi

Mirzā Hassan Mostofi ol-Mamālek (Mostofi ol-Mamālek = persisch مستوفی‌الممالک; * 1871; † 28. August 1932) war ein iranischer Politiker. Er war mehrfach iranischer Premierminister.

## Leben
Hassan Mostofi war der Sohn von Mirza Yousef Mostofi ol-Mamālek. Bereits der Vater von Hassan Mostofi diente als Finanzminister und Premierminister unter Naser al-Din Schah. Seine Ausbildung begann mit fünf Jahren in allen gängigen Fächern. 1881 verlieh Naser al-Din Schah nach dem Tod des Vaters dem zehnjährigen Hassan den Titel Mostofi ol-Mamālek (Fiskus des Reiches). Mit 19 Jahren sandte man ihn zum Studium nach Europa. Ziel dieser Reise war es, europäische Regierungssysteme zu untersuchen. Diese Reisen unternahm er von 1900 bis 1907, als er in Paris verweilte. 1907 kehrte er im Zuge der iranischen Verfassungsrevolution und dem Tod von Mozzafar ad-Din Schah nach Iran zurück. Dort gründete er die Jameeyate Ensaniat, die Gesellschaft der Menschlichkeit.

### Politik

#### Rückkehr und erste Amtszeit
Nach seiner Rückkehr wurde Mostofi zunächst zum Kriegsminister ernannt. Nach der Eroberung Teherans wurde er zum Finanzminister ernannt und nach dem Rücktritt des Kabinetts von Sepadar wurde er zum Premierminister ernannt. Des Weiteren prägte die Frage der Sicherheit die erste Amtszeit von Mostofi als Premierminister. Er versuchte das Problem der durchaus politisierten Gewalt in den Griff zu bekommen, indem er neue Führungspersonen innerhalb der Polizei einsetzte und alle Privatpersonen ihre Schusswaffen abzugeben hätten.
Des Weiteren verhinderte Mostofi eine Platzierung indischer Truppen im Dienste Großbritanniens, welche wegen Sicherheitsbeschwerden dort stationiert werden sollte, indem er eine Gendarmerie ins Leben rief und somit eine Einflussnahme Großbritanniens in die iranische Politik verhinderte.
1910 verlor Mostofi die Wahl zum Regenten.

#### Zweite Amtszeit
Die zweite Amtszeit Mostofis begann zeitgleich mit dem Ersten Weltkrieg. Die Position Irans unter Mostofi war eine der Neutralität bei gleichzeitiger Zuneigung zu den Mittelmächten. Die politischen Reformen zur Erneuerung und Modernisierung, die er machte, wurden abgelehnt. Diese befassten sich u. a. mit einer Rentenreform, die Gründung mehrerer Schulen und Ausbildungszentren sowie die Erneuerung und Vervollständigung mehrerer Gesetze.
In dieser Regierungszeit wurden jedoch auch Gesetze und Verordnungen erlassen, u. a. ein Wehrpflichtgesetz oder Gesetze zur Regelung des Finanzministeriums. Außenpolitisch versuchte er die russischen Streitkräfte aus Aserbaidschan zu erwirken, was diese jedoch ablehnte, da man auf russischer Seite eine Offensive des Osmanischen Reiches in die Gegend fürchtete.
Mostofi trat schließlich von seinem Posten zurück, da man seine Politik als gescheitert betrachtete.

#### Dritte Amtszeit
Die dritte Amtszeit Mostofis begann nur Monate nach der zweiten und beinhaltete vor allem das außenpolitische Ringen über eine Zusammenarbeit mit den Alliierten der Entente oder den Mittelmächten. Mostofi begann dementsprechend mit Verhandlungen über Truppenabzüge und Kredite mit den Briten, gleichzeitig aber auch mit Verhandlungen über einen möglichen Kriegseintritt auf Seiten des Deutschen Kaiserreiches und des Osmanischen Reiches. Als die Verhandlungen mit den Deutschen scheiterten und zudem noch von den Briten entdeckt wurden, marschierten Anfang November 1915 russische Truppen auf die Hauptstadt. Da es Mostofi nicht gelang, die Abgeordneten, welche geflohen waren, um eine Regierung unabhängig von der Entente zu bilden, zurück nach Teheran zu bewegen, beendete er seine dritte Amtszeit als Premierminister.

#### Vierte Amtszeit
Die vierte Amtszeit war geprägt durch Katastrophen wie Dürre und Hungersnöte, die hohe Verluste innerhalb der Bevölkerung verursachten.

#### Fünfte Amtszeit
Die fünfte Amtszeit war geprägt von inneren Machtkämpfen von Oppositionspolitikern gegen Mostofi und sein Kabinett. Nach hitzigen Debatten und Korruptionsvorwürfen Mostofis gegen die Opposition verließen er und seine Minister die Regierung und traten somit zurück. Gleichzeitig kündigte er das 1919 getroffene Abkommen zwischen Großbritannien und Iran auf, welches Großbritannien Zugang zu allen Ölfeldern Irans gab, im Austausch für militärische und zivile Dienstleistungen.

#### Sechste Amtszeit
Die sechste Amtszeit drehte sich vor allem um die Stabilisierung, Legitimierung und Eindämmung des neuen Regenten. Aber auch während dieser Amtszeit wurden weitere Maßnahmen erlassen, u. a. die Aufhebung der Kapitulation am 9. Mai 1927.
Mostofi legte anschließend Ende Mai 1927 sein Amt nieder.

### Wirken
Mostofi wurde insgesamt 6 mal zum Premierminister und 15 mal zum Minister ernannt worden, was einerseits die politische Instabilität betont, andererseits aber auch Mostofis Beliebtheit als politische Figur herausrückt.
Dieser Beliebtheit lag zugrunde, dass er wohl sehr nationalistisch gedacht, und gegen den Einfluss außenpolitischer Mächte innerhalb Irans angekämpft hat. Dies hat ihn als einen standhaften Kämpfer dastehen lassen, welcher sich gleichzeitig zusammenreißen und benehmen kann wenn es die Situation oder Zusammenarbeit mit Opposition oder anderen Staaten erfordert.
Mostofi engagierte sich auch in anderen Bereichen als in der Politik. So war er beispielsweise eines der Gründungsmitglieder der Society for National Heritage, der Gesellschaft für Nationales Erbe.
Diese Gesellschaft widmete sich der Erhaltung des „Erbe Irans“ zu bewahren. Zu diesem Zwecke baute sie mehrere Museen, eine Bibliothek und Mausoleen, um das kulturelle Erbe Irans zu erhalten.

### Tod und Vermächtnis
Mostofi starb am 27. August 1932 an einem Herzinfarkt. Er wurde im Haus seiner Familie im Dorf Vanak beigesetzt. Das Mausoleum steht heute auf dem Grundstück der Alzahra-Universität.
Nach Mostofi wurde der Hassad-Abad-Platz benannt.